# Charles Harry Kahn
Charles Harry Kahn, auch C. Harry Kahn (geboren 13. September 1921 in Frankfurt am Main; gestorben 28. April 1972), war ein deutschamerikanischer Ökonom und Hochschullehrer.

## Leben
Charles Harry Kahn war ein Sohn der Getta Frank. Er hatte einen Bruder. Seine Familie floh nach der Machtübergabe an die Nationalsozialisten 1933 nach England und 1940 in die USA. Harry Kahn besuchte die Abendschule des Watkins Instituts in Nashville und ging 1941 an die Vanderbilt University. Von 1942 bis 1945 war er Soldat der US Army und wurde in Europa als Sanitäter und als Übersetzer eingesetzt. 1946 kehrte er an die Vanderbilt University zurück und machte 1948 einen B.A. Kahn heiratete 1948 die deutsche Emigrantin und Ökonomin Hannah Westfield, Tochter des Malers Max Westf(i)eld, sie hatten drei Kinder. Das Studium setzte er an der University of Wisconsin fort, machte einen M.A. und wurde 1952 bei Harold Groves promoviert.
Kahn fand eine Stelle am National Bureau of Economic Research, war 1957/58 Lecturer am College of the City of New York und ging 1958 als Associate Professor an die Rutgers University, 1963 erhielt er eine Professur. Kahn spezialisierte sich auf öffentliche Finanzen und war Berater bei der Stadtverwaltung von Milwaukee und beim Staat Wisconsin, er wurde zu Anhörungen des Kongresses der Vereinigten Staaten eingeladen.
Kahn war Mitglied der American Economic Association, der Royal Economic Society und der  National Tax Association.

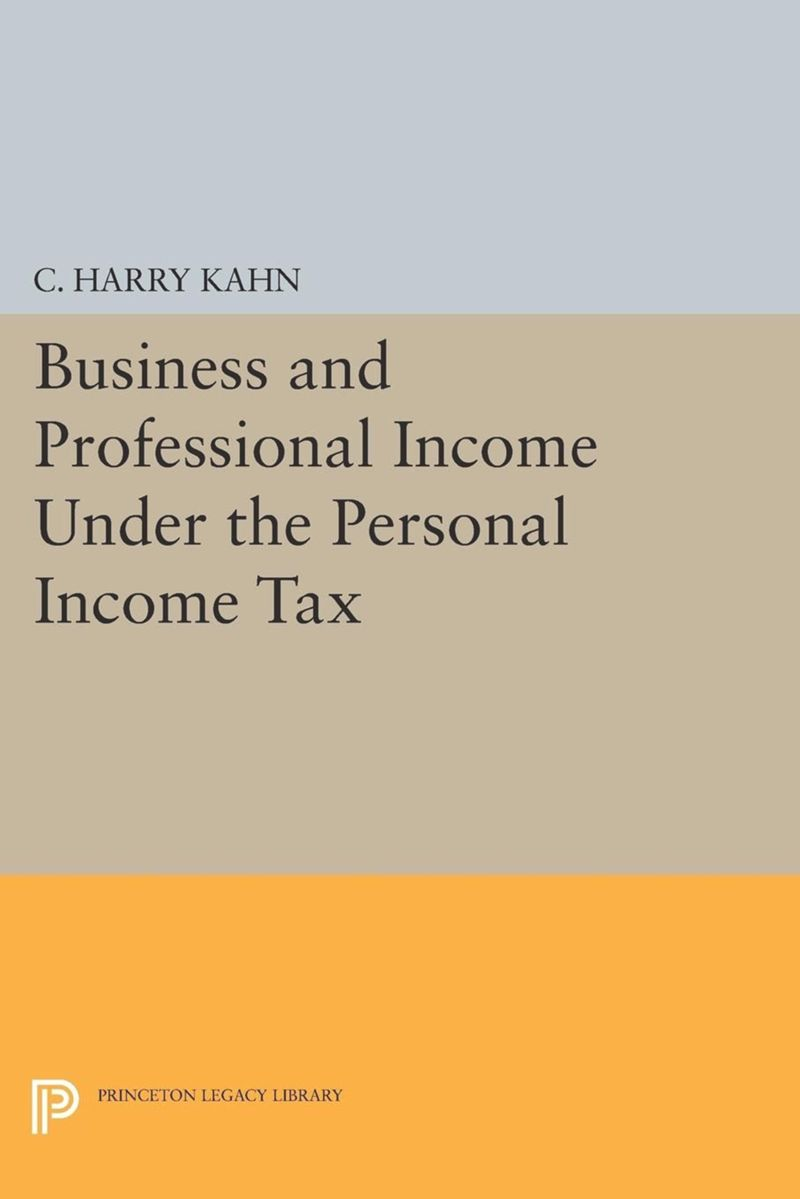
Business and Professional Income Under the Personal Income Tax (2016)

## Schriften (Auswahl)
- Personal deductions in the Federal income tax. Princeton, NJ: Princeton Univ. Press, 1960
- Business and Professional Income Under the Personal Income Tax. Princeton, NJ: Princeton University Press, 1964, 2016
- Employee compensation under the income tax. New York, NY: National Bureau of Economic Research, 1968
- Working makes sense. 1984